# Монревель-ан-Брес (кантон)
Монреве́ль-ан-Брес (фр. Montrevel-en-Bresse) — кантон во Франции, находится в регионе Рона — Альпы, департамент Эн. Входит в состав округа Бурк-ан-Брес.
Код INSEE кантона — 0121. Всего в кантон Монревель-ан-Брес входят 14 коммун, из них главной коммуной является Монревель-ан-Брес.

## Коммуны кантона
| Коммуна              | Население, чел | Почтовый индекс | Код INSEE |
| -------------------- | -------------- | --------------- | --------- |
| Аттинья              | 1924           | 01340           | 01024     |
| Березья              | 340            | 01340           | 01040     |
| Жейя                 | 773            | 01340           | 01196     |
| Конфрансон           | 862            | 01310           | 01115     |
| Кра-сюр-Ресуз        | 907            | 01340           | 01130     |
| Кюртафон             | 590            | 01310           | 01140     |
| Малафрета            | 674            | 01340           | 01229     |
| Марсонна             | 727            | 01340           | 01236     |
| Монревель-ан-Брес    | 1994           | 01340           | 01266     |
| Сен-Дидье-д’Осья     | 666            | 01340           | 01346     |
| Сен-Мартен-ле-Шатель | 652            | 01310           | 01375     |
| Сен-Сюльпис          | 103            | 01340           | 01387     |
| Фуасья               | 1562           | 01340           | 01163     |
| Этре                 | 642            | 01340           | 01154     |

## Население
Население кантона на 1999 год составляло 12 416 человек.
| 1962  | 1968  | 1975  | 1982   | 1990   | 1999   | 2006 | 2007 |
| ----- | ----- | ----- | ------ | ------ | ------ | ---- | ---- |
| 9 108 | 9 917 | 9 946 | 11 025 | 11 374 | 12 416 | -    | -    |